# Eunice (genre)
Pour les articles homonymes, voir Eunice.
Genre
Eunice est un genre de vers annélides polychètes marins de la famille des Eunicidae.

## Taxonomie
Selon les sources ce genre est attribué à Georges Cuvier en 1817 ou à Constantine Samuel Rafinesque en 1815.

## Liste des espèces
Selon Catalogue of Life (2 janvier 2019) :

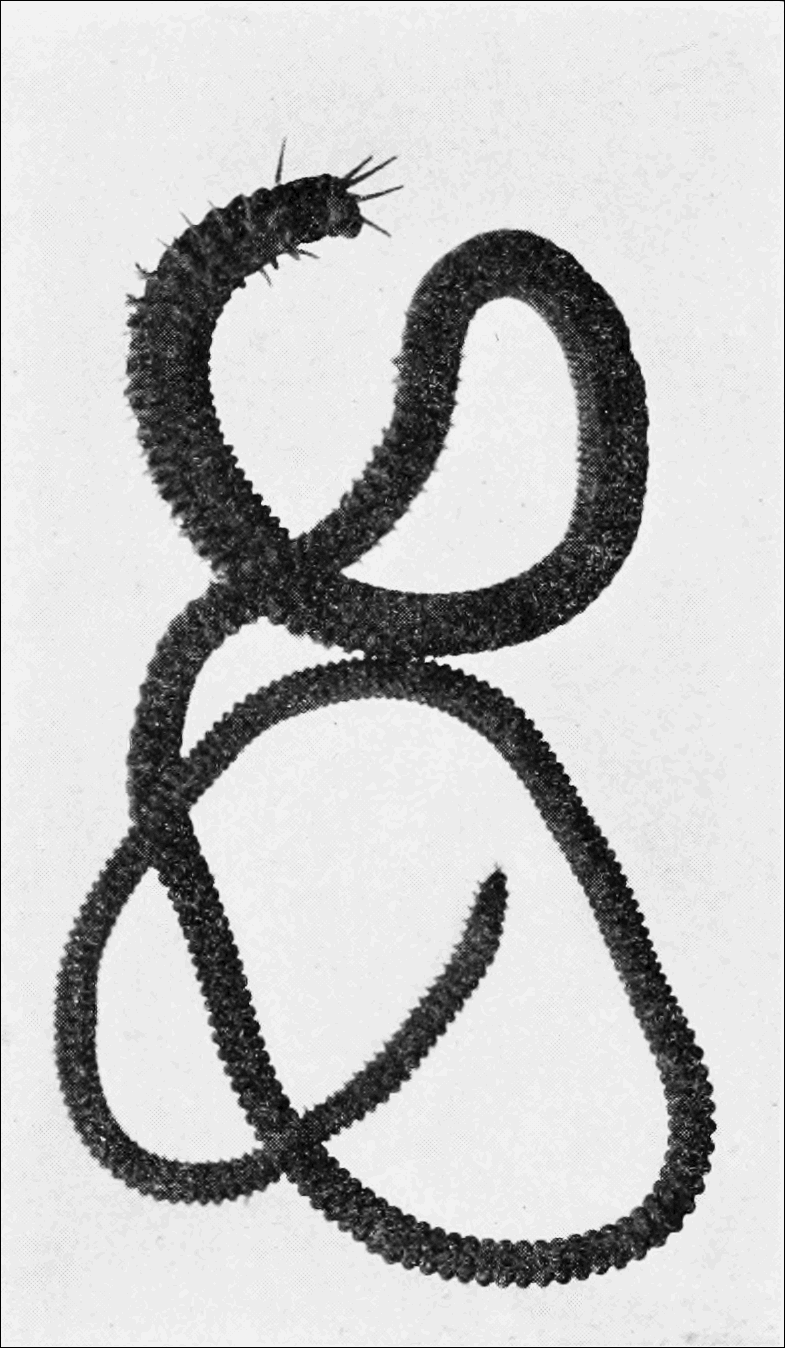
Eunice fucata

- Eunice aciculata (Treadwell, 1922)
- Eunice afra Peters, 1854
- Eunice alata Miura, 1977
- Eunice amphiheliae Marion in Filhol, 1885
- Eunice annulicirrata Miura, 1986
- Eunice antipathum (Pourtales, 1867)
- Eunice aphroditois (Pallas, 1788)
- Eunice arcturi (Treadwell, 1928)
- Eunice arenosa Kinberg, 1865
- Eunice argentinensis (Treadwell, 1929)
- Eunice armillata (Treadwell, 1922)
- Eunice articulata Ehlers, 1887
- Eunice atlantica Kinberg, 1865
- Eunice aucklandica Averincev, 1972
- Eunice australis Quatrefages, 1866
- Eunice austropacifica Orensanz, 1990
- Eunice badia Grube, 1878
- Eunice balfouriana (McIntosh, 1885)
- Eunice barvicensis McIntosh, 1885
- Eunice bassensis McIntosh, 1885
- Eunice benedicti (Verrill, 1885)
- Eunice bertoloni (Delle Chiaje, 1828)
- Eunice biannulata Moore, 1904
- Eunice bicirrata Rullier, 1964
- Eunice biformicirrata (Treadwell, 1922)
- Eunice bilobata Treadwell, 1906
- Eunice bipapillata Grube, 1866
- Eunice borneensis (Grube, 1878)
- Eunice bottae Quatrefages, 1866
- Eunice bowerbanki Baird, 1869
- Eunice brasiliensis Kinberg, 1865
- Eunice brevis (Ehlers, 1887)
- Eunice bucciensis (Treadwell, 1921)
- Eunice burmeisteri Müller in Grube, 1878
- Eunice caeca Shisko, 1982
- Eunice carrerai Wu, Sun, Liu & Xu, 2013
- Eunice cedroensis Fauchald, 1970
- Eunice challengeriae McIntosh, 1885
- Eunice chicasi de Léon-González, Rivera & Romero, 2004
- Eunice cirribranchis Grube, 1870
- Eunice coccinea Grube, 1878
- Eunice coccinioides Augener, 1922
- Eunice collaris Grube, 1870
- Eunice collini Augener, 1906
- Eunice colombia Ardila, Fauchald & Lattig, 2005
- Eunice complanata Grube, 1877
- Eunice contingens (Chamberlin, 1919)
- Eunice crassitentaculata (Treadwell, 1922)
- Eunice curticirrus Knox, 1960
- Eunice denticulata Webster, 1884
- Eunice dilatata Grube, 1877
- Eunice djiboutiensis Gravier, 1900
- Eunice donathi Carrera-Parra & Salazar-Vallejo, 1998
- Eunice dubitata Fauchald, 1974
- Eunice edwardsi McIntosh, 1885
- Eunice edwinlinkae Carrera-Parra & Salazar-Vallejo, 1998
- Eunice ehlersi Gravier, 1900
- Eunice eimeorum Fauchald, 1992
- Eunice elegans (Verrill, 1900)
- Eunice elseyi Baird, 1869
- Eunice equibranchiata McIntosh, 1885
- Eunice eugeniae Fauchald, 1992
- Eunice excariboea Fauchald, 1992
- Eunice fauchaldi Miura, 1986
- Eunice fauveli Gravier, 1900
- Eunice fijiensis Baird, 1869
- Eunice filamentosa Grube & Örsted in Grube, 1856
- Eunice fimbriata Grube, 1870
- Eunice flaccida Grube, 1869
- Eunice flavapunctata (Treadwell, 1922)
- Eunice flavocuprea Grube, 1869
- Eunice flavofasciata Grube, 1878
- Eunice floridana (Pourtales, 1867)
- Eunice franklini Monro, 1924
- Eunice frauenfeldi Grube, 1866
- Eunice fucata Ehlers, 1887
- Eunice fuscafasciata (Treadwell, 1922)
- Eunice fusicirris Grube, 1878
- Eunice gagzoi Augener, 1922
- Eunice gaimardi Quatrefages, 1866
- Eunice gallica (Savigny in Lamarck, 1818)
- Eunice goodei Fauchald, 1992
- Eunice goodsiri (McIntosh, 1885)
- Eunice gracilis Grube, 1866
- Eunice gravieri Fauvel, 1911
- Eunice grubei Gravier, 1900
- Eunice guanica (Treadwell, 1921)
- Eunice guildingi Baird, 1869
- Eunice guttata Baird, 1869
- Eunice hainanensis Wu, Sun, Liu & Xu, 2013
- Eunice hartmanae Carrera-Parra & Salazar-Vallejo, 1998
- Eunice havaica Kinberg, 1865
- Eunice hawaiensis Treadwell, 1906
- Eunice hernandezi Carrera-Parra & Salazar-Vallejo, 1998
- Eunice heterochaeta Quatrefages, 1866
- Eunice hirschi Fauchald, 1992
- Eunice hispanica (Savigny in Lamarck, 1818)
- Eunice ibarzabalae Carrera-Parra & Salazar-Vallejo, 1998
- Eunice imogena (Monro, 1924)
- Eunice impexa Grube, 1878
- Eunice indica Kinberg, 1865
- Eunice interrupta Treadwell, 1906
- Eunice investigatoris Fauvel, 1932
- Eunice jagori Grube, 1878
- Eunice japonica Fauchald, 1992
- Eunice jihueiensis Hsueh & Li, 2014
- Eunice johnsoni Hartman, 1954
- Eunice kerguelensis Averincev, 1972
- Eunice kinbergi Ehlers, 1868
- Eunice kobiensis McIntosh, 1885
- Eunice kristiani Hartmann-Schröder in Hartmann-Schröder & Zibrowius
- Eunice lanai Carrera-Parra & Salazar-Vallejo, 1998
- Eunice langi (Treadwell, 1943)
- Eunice laticeps Ehlers, 1868
- Eunice leptocirrus Grube, 1870
- Eunice leucodon Ehlers, 1901
- Eunice leucosticta Grube, 1878
- Eunice levibranchia (Hoagland, 1920)
- Eunice lita (Chamberlin, 1919)
- Eunice longicornis Grube, 1866
- Eunice macrobranchia (Schmarda, 1861)
- Eunice macrochaeta Schmarda, 1861
- Eunice magnifica Grube, 1866
- Eunice makemoana (Chamberlin, 1919)
- Eunice manihine Longbottom, 1970
- Eunice manorae Aziz, 1938
- Eunice marconii Nogueira, Steiner & Amaral, 2001
- Eunice marenzelleri Gravier, 1900
- Eunice margaritacea Williams, 1853
- Eunice margariticacea Fischli, 1900
- Eunice marianae Hartmann-Schröder in Hartmann-Schröder & Zibrowius
- Eunice marovoi Gibbs, 1971
- Eunice martensi Grube, 1878
- Eunice masudai Miura, 1986
- Eunice medicina Moore, 1903
- Eunice megabranchia Fauchald, 1970
- Eunice metatropos Hanley, 1986
- Eunice microprion Marenzeller, 1879
- Eunice mindanavensis McIntosh, 1885
- Eunice misakiensis (Miura, 1987)
- Eunice modesta Grube, 1866
- Eunice monilifer (Chamberlin, 1919)
- Eunice mucronata Moore, 1903
- Eunice multicylindri Shisko, 1981
- Eunice multipectinata Moore, 1911
- Eunice murrayi McIntosh, 1885
- Eunice musorstomica Hartmann-Schröder, 1998
- Eunice mutabilis Gravier, 1900
- Eunice narconi Baird, 1869
- Eunice neocaledoniensis Lechapt, 1992
- Eunice nesiotes (Chamberlin, 1919)
- Eunice nicidioformis Treadwell, 1906
- Eunice nonatoi Carrera-Parra & Salazar-Vallejo, 1998
- Eunice northioidea Moore, 1903
- Eunice norvegica (Linnaeus, 1767)
- Eunice oerstedii Stimpson, 1853
- Eunice oliga (Chamberlin, 1919)
- Eunice orensanzi de Léon-González, 1990
- Eunice ornata Andrews, 1891
- Eunice ovalifera Fauvel, 1936
- Eunice pacifica Kinberg, 1865
- Eunice palauensis Okuda, 1937
- Eunice panamena (Chamberlin, 1919)
- Eunice papeetensis (Chamberlin, 1919)
- Eunice parasegregata Hartmann-Schröder, 1965
- Eunice parca Grube, 1878
- Eunice parvibranchis Grube, 1870
- Eunice paupera Grube, 1878
- Eunice pauroneurata (Chamberlin, 1919)
- Eunice pectinata Grube, 1869
- Eunice pelamidis Quatrefages, 1866
- Eunice pennata (Müller, 1776)
- Eunice perimensis Gravier, 1900
- Eunice perrieri Gravier, 1900
- Eunice petersi Fauchald, 1992
- Eunice philippinensis Hartmann-Schröder, 1998
- Eunice philocorallia Buchanan, 1893
- Eunice plessisi Rullier, 1972
- Eunice plicata Baird, 1869
- Eunice polybranchia (Verrill, 1880)
- Eunice prayensis Kinberg, 1865
- Eunice procera Grube, 1866
- Eunice profunda Miura, 1987
- Eunice prognatha McIntosh, 1885
- Eunice pruvoti Fauchald, 1992
- Eunice pulvinopalpata Fauchald, 1982
- Eunice purpurea Grube, 1866
- Eunice pycnobranchiata McIntosh, 1885
- Eunice quinquefida Moore, 1903
- Eunice quoya Quatrefages, 1866
- Eunice reducta Fauchald, 1970
- Eunice reticulata Hsueh & Li, 2014
- Eunice riojai de León-González, 1988
- Eunice romanvivesi de Léon-González & Castañeda, 2006
- Eunice rosaurae Monro, 1939
- Eunice roussaei Quatrefages, 1866
- Eunice rubella Knox, 1951
- Eunice rubrivittata (Treadwell, 1921)
- Eunice rullieri Fauchald, 1992
- Eunice salvadorensis de Léon-González, Rivera & Romero, 2004
- Eunice savignyi Grube, 1878
- Eunice schemacephala Schmarda, 1861
- Eunice schizobranchia Claparède, 1870
- Eunice scombrinis Quatrefages, 1866
- Eunice sebastiani Nonato, 1965
- Eunice segregata (Chamberlin, 1919)
- Eunice semisegregata Fauchald, 1969
- Eunice senta (Moore, 1902)
- Eunice shihmenensis Hsueh & Li, 2014
- Eunice solita Amoureux, 1978
- Eunice sonorae Fauchald, 1970
- Eunice splendida Grube, 1856
- Eunice spongicola (Treadwell, 1921)
- Eunice stanleyi Fauchald, 1992
- Eunice stigmatura (Verrill, 1900)
- Eunice subdepressa Grube, 1866
- Eunice suviensis (Treadwell, 1922)
- Eunice tahitana Kinberg, 1865
- Eunice tanseiae Miura, 1986
- Eunice taoi Hsueh & Li, 2014
- Eunice tenuicirrata (Verrill, 1900)
- Eunice tenuis (Treadwell, 1921)
- Eunice tibiana (Pourtales, 1867)
- Eunice torresiensis McIntosh, 1885
- Eunice tovarae Carrera-Parra & Salazar-Vallejo, 2011
- Eunice tribranchiata McIntosh, 1885
- Eunice tridentata Ehlers, 1905
- Eunice tristriata Grube, 1870
- Eunice tubicola (Treadwell, 1922)
- Eunice tubifex Crossland, 1904
- Eunice unibranchiata Imajima, 2006
- Eunice unidentata Rioja, 1962
- Eunice unifrons (Verrill, 1900)
- Eunice uschakovi Wu, Sun & Liu, 2013
- Eunice valenciennesii Grube, 1878
- Eunice validobranchiata Monro, 1937
- Eunice violaceomaculata Ehlers, 1887
- Eunice vittata (Delle Chiaje, 1828)
- Eunice vittatopsis Fauchald, 1970
- Eunice vivida Stimpson, 1853
- Eunice wasinensis Fauchald, 1992
- Eunice websteri Fauchald, 1969
- Eunice weintraubi Lu & Fauchald, 1998
- Eunice woodwardi Baird, 1869
- Eunice wui Lu & Fauchald, 1998
- Eunice yamamotoi Miura, 1986
- Eunice zonata Delle Chiaje, 1841